# Opéra Garnier
A két párizsi operaház közül a korábbi az Opéra Garnier (más néven Palais Garnier). Nevét tervezőjéről, Charler Garnier francia építészről kapta. Méretei hatalmasak: alapterülete 11 000 négyzetméter, 2200 nézőt tud befogadni egyszerre.

## Fekvése
Párizs belterületén, a 9. kerületben, az Opéra metróállomás közelében található.

## Története
A rendkívül magabiztos Garnier a részletekkel túlterhelt neobarokk stílussal – saját bevallása szerint – az ún. „III. Napóleon stílus”-t akarta megteremteni. Tény, hogy a párizsi opera (1862–1874) a neobarokk építészet valóságos áradatát indította el Franciaországban, de Németországban, Olaszországban, sőt az amerikai földrészen is, mind Észak-, mind Dél-Amerikában. Garnier sikere, fontossága, hatása nem az újszerű és merész formai megoldásokból adódik, hanem a szintézisalkotásban nyilvánul meg, egyben azzal, hogy halmozza a részleteket. Az egész színházi épület szerkezetének minden egyes eleme a teatralitásig hangsúlyos: az előcsarnok, a lépcsőház, a hall, a színpad, az öltözők, a messziről látható vaskupola, a belső díszítések visszatérése a homlokzaton, a szokatlanul sajátos életet élő szobrászati elemek, melyek közül legkiválóbbak Jean-Baptiste Carpeaux Tánca és Eugène Guillaume Muzsikája. Garnier térszemlélete igen merész a szélsőségesen hangsúlyozott részletek együttese miatt.
Itt játszódik az Operaház fantomja musical alapjául szolgáló Gaston Leroux regény.

## Képgaléria

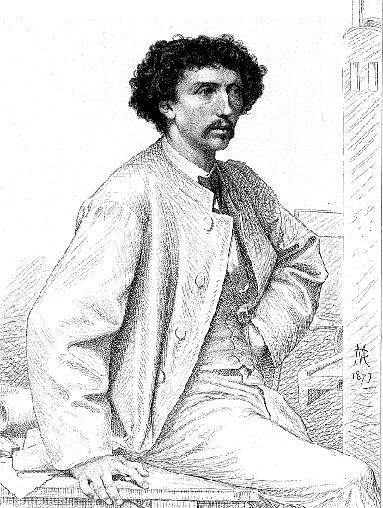
Charles Garnier arcképe (litográfia)
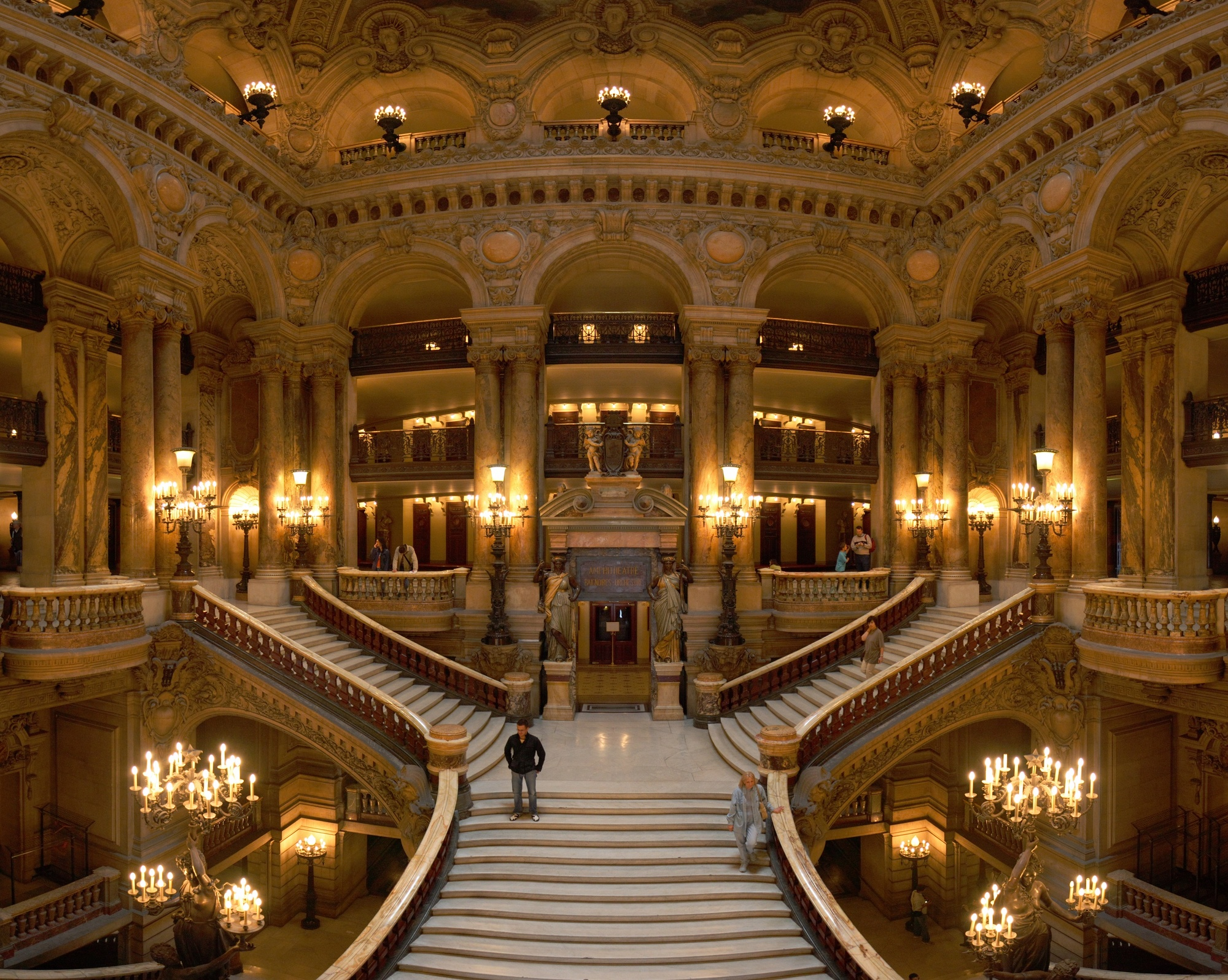
A főlépcsőház
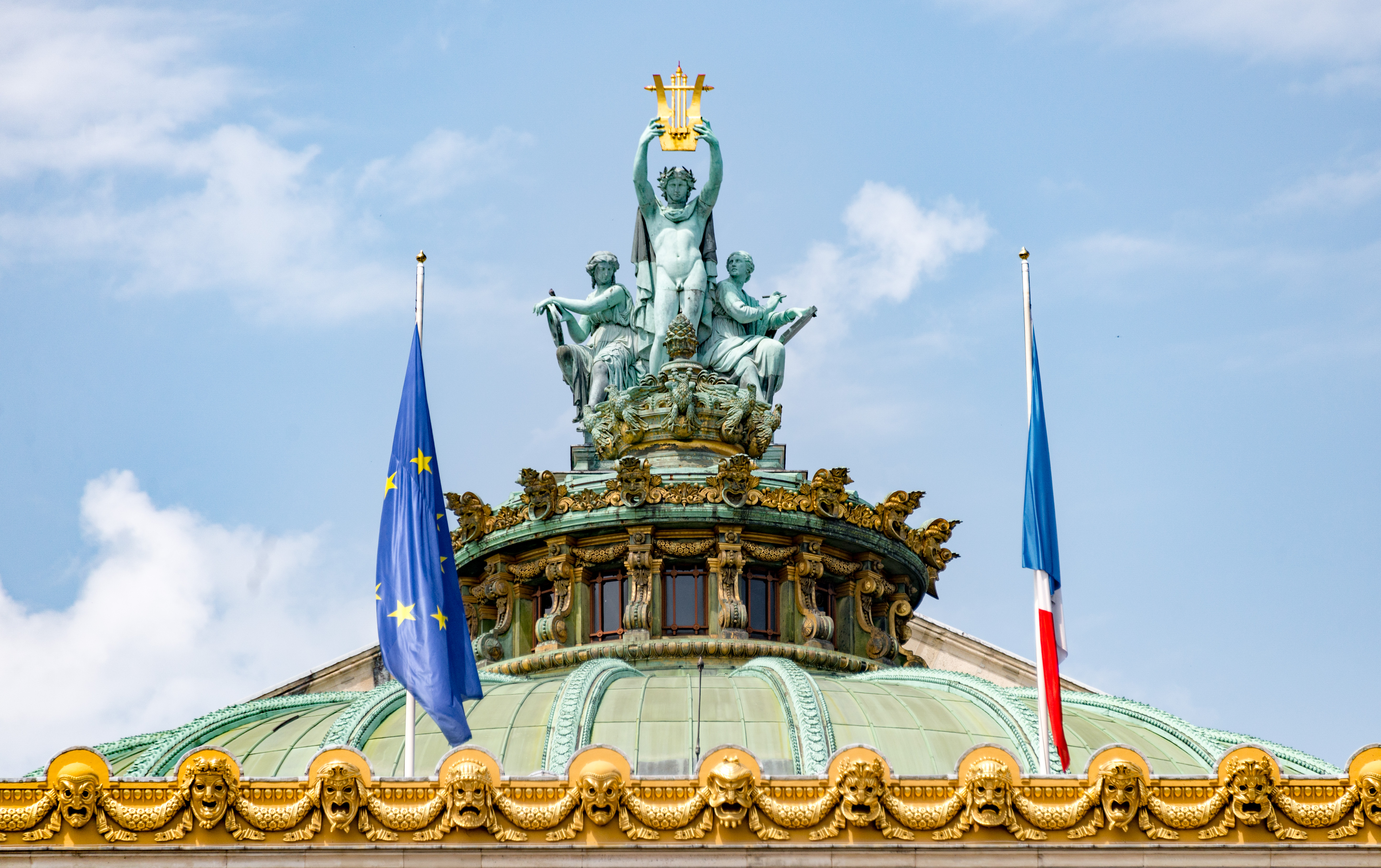
A kupola kívülről
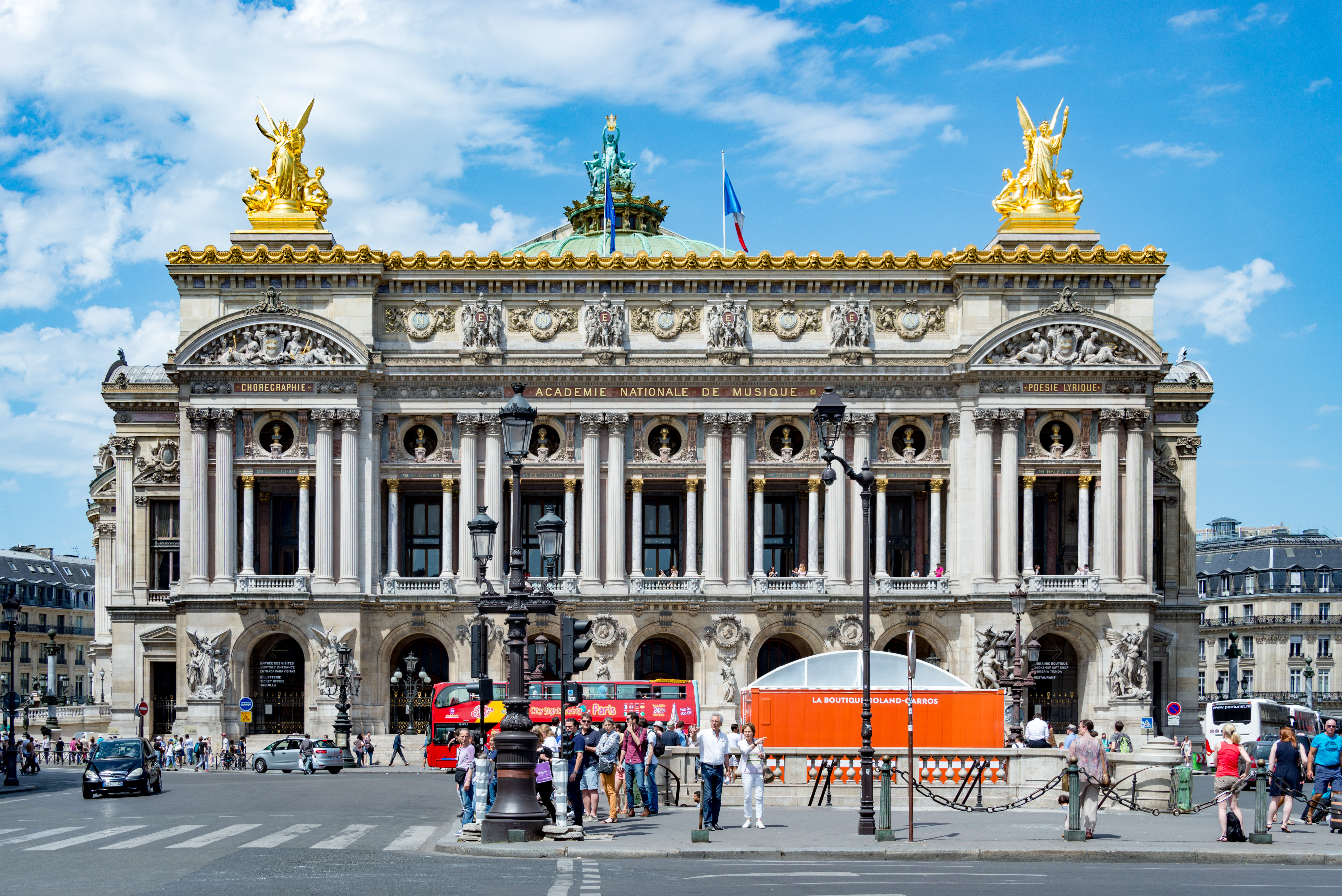
A homlokzat
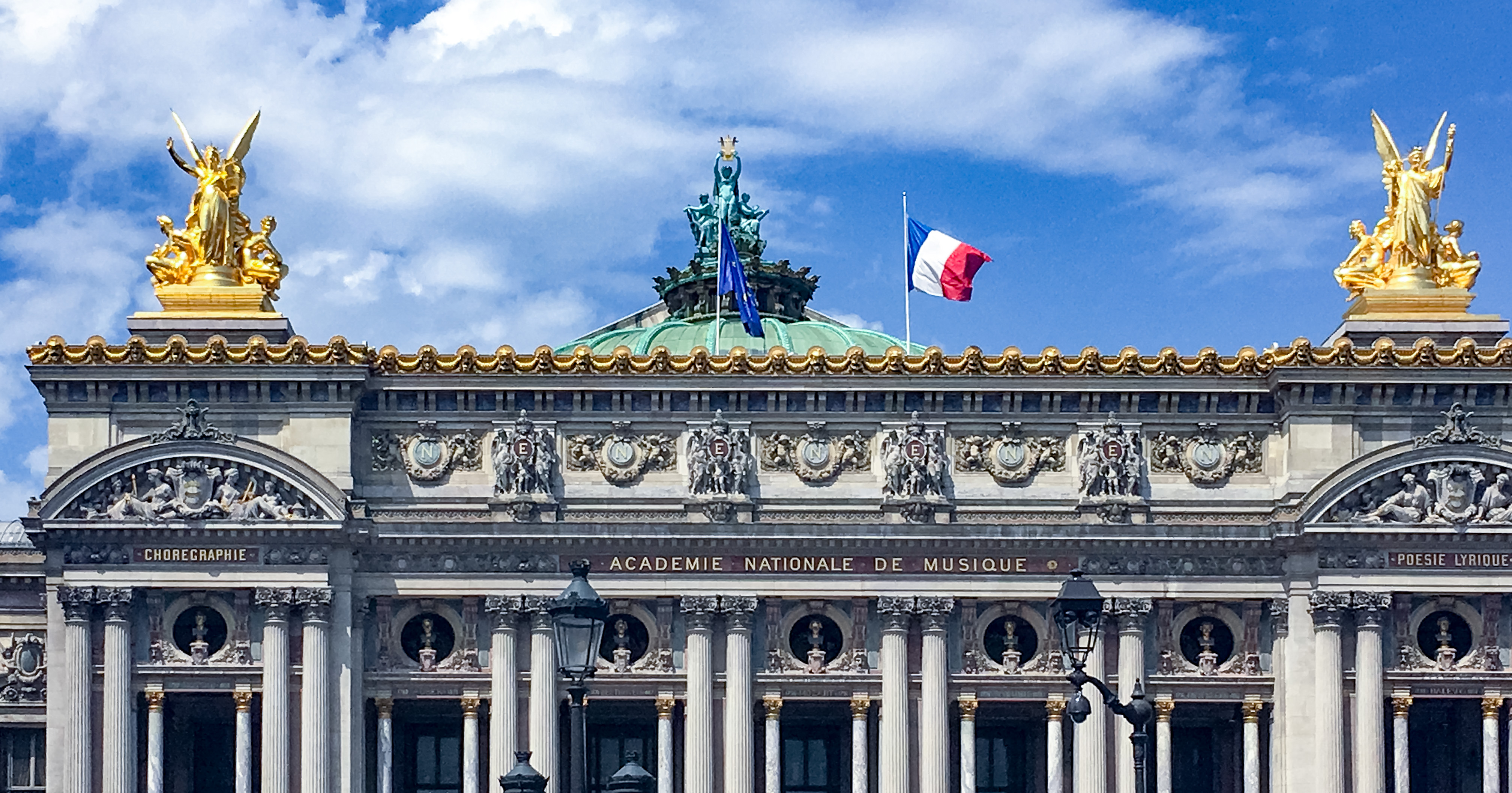
A koronázópárkány
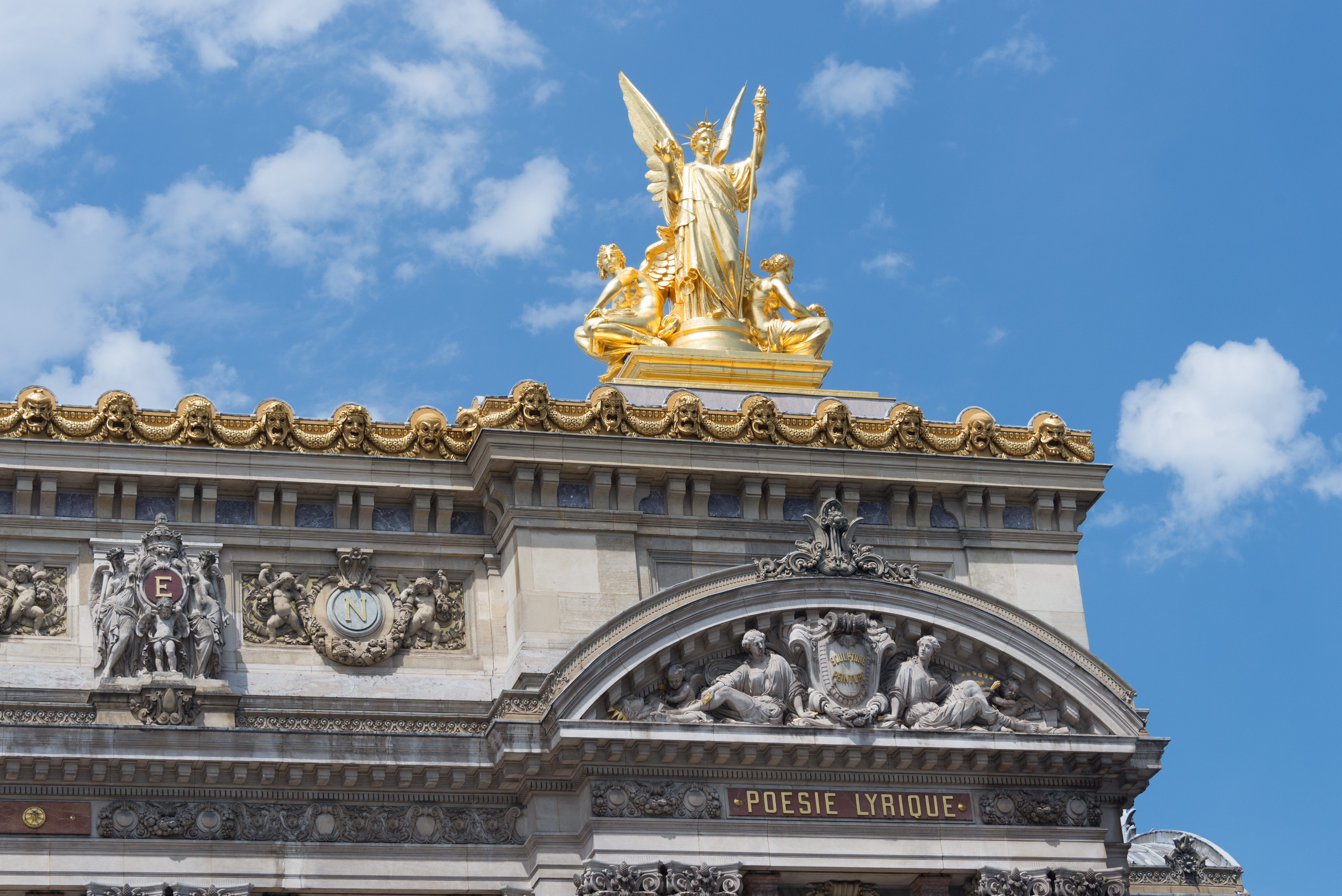
La Poésie, Charles Gumery műve
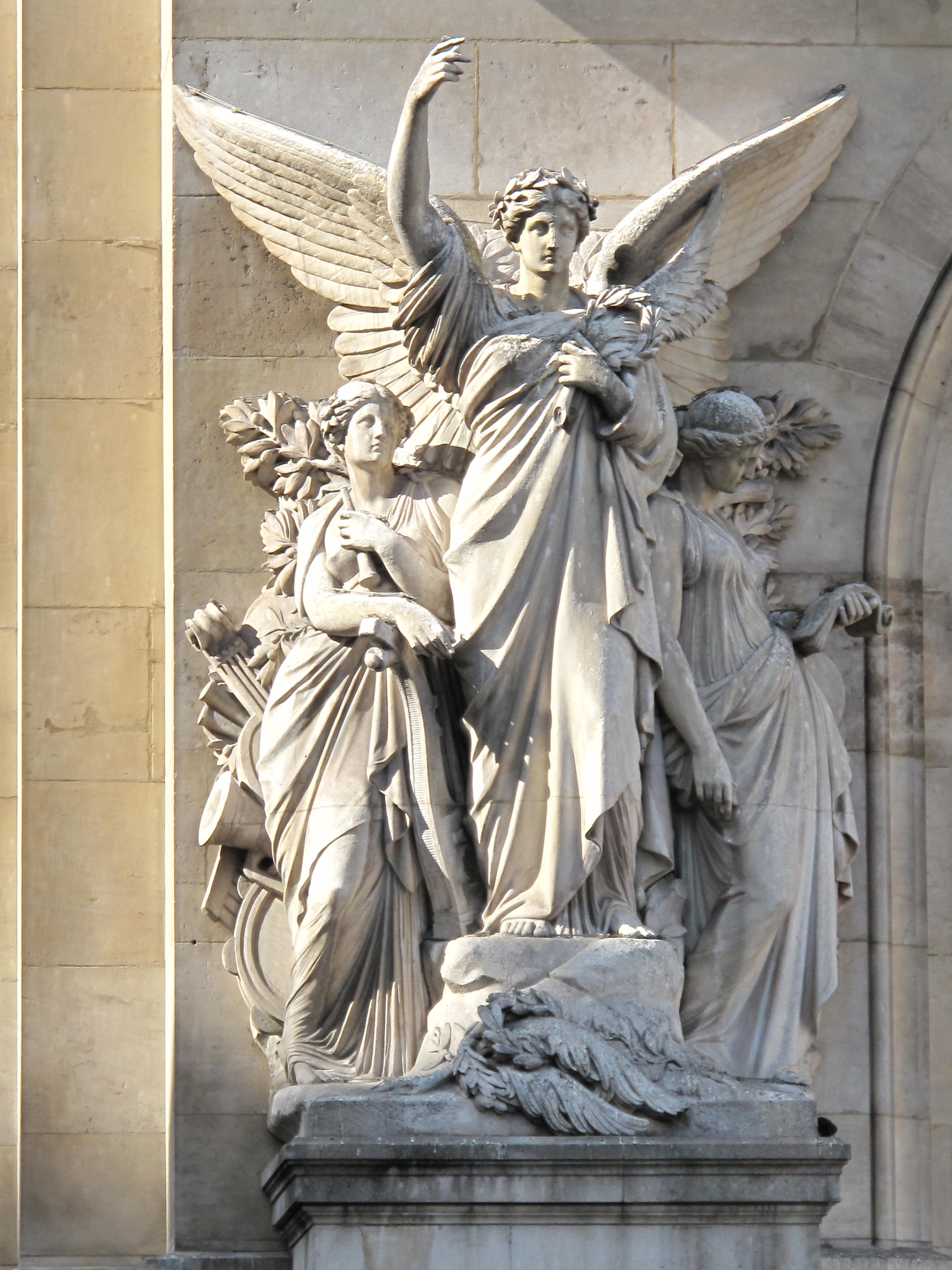
La Poésie, François Jouffroy műve
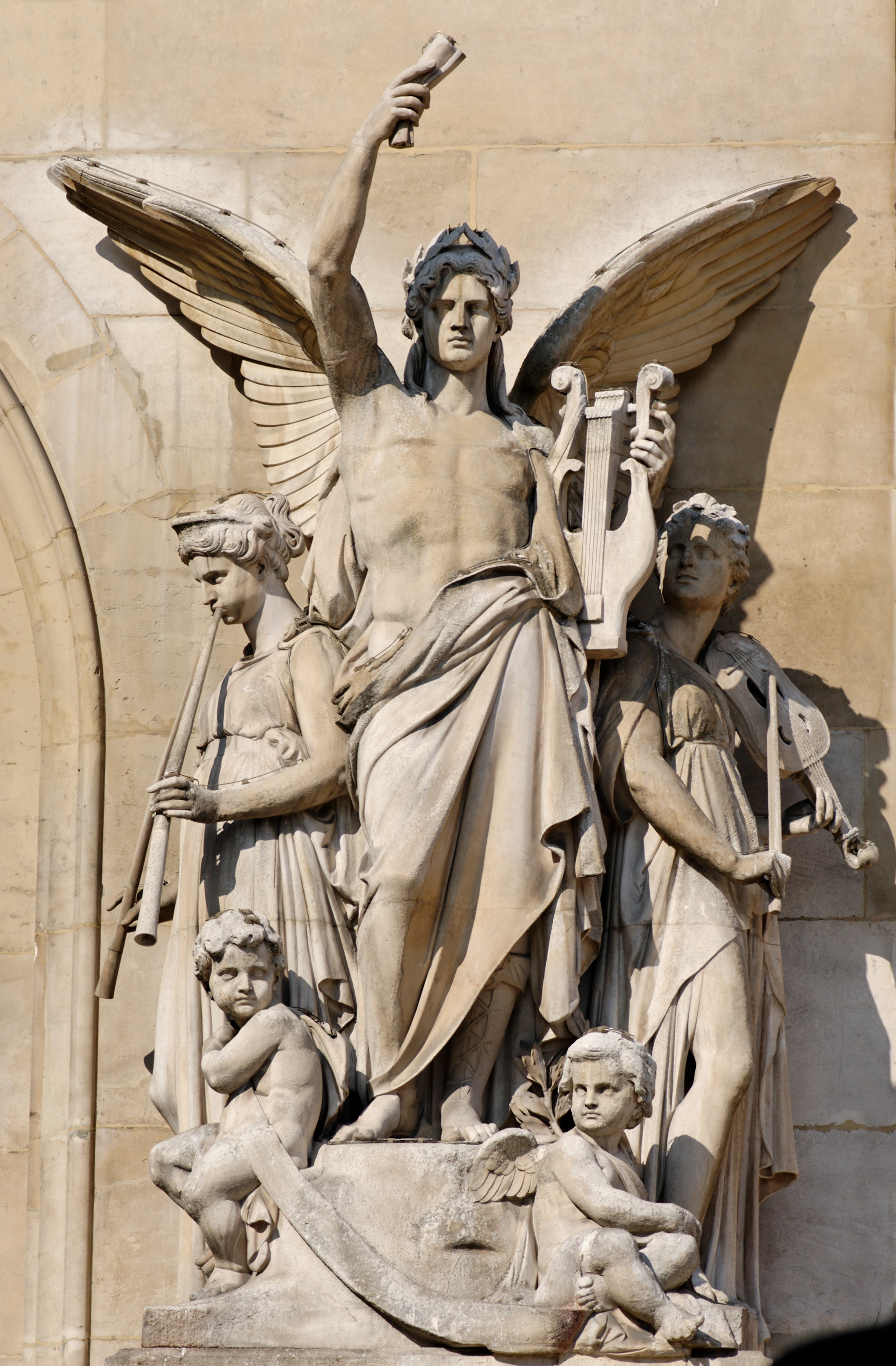
A Musique instrumentale, Eugène Guillaume műve
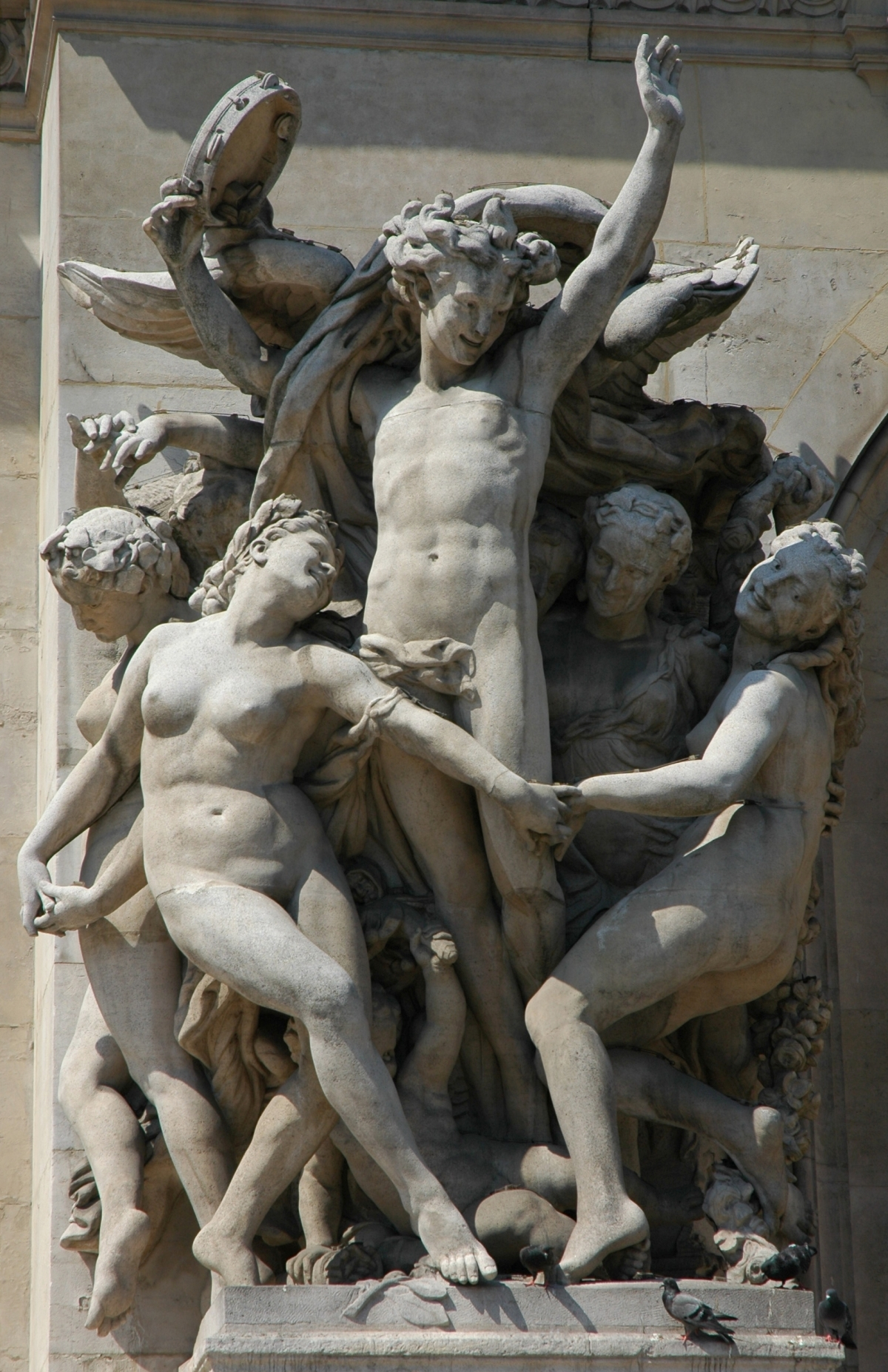
Jean-Baptiste Carpeaux Danse című művének másolata, Paul Belmondo műve
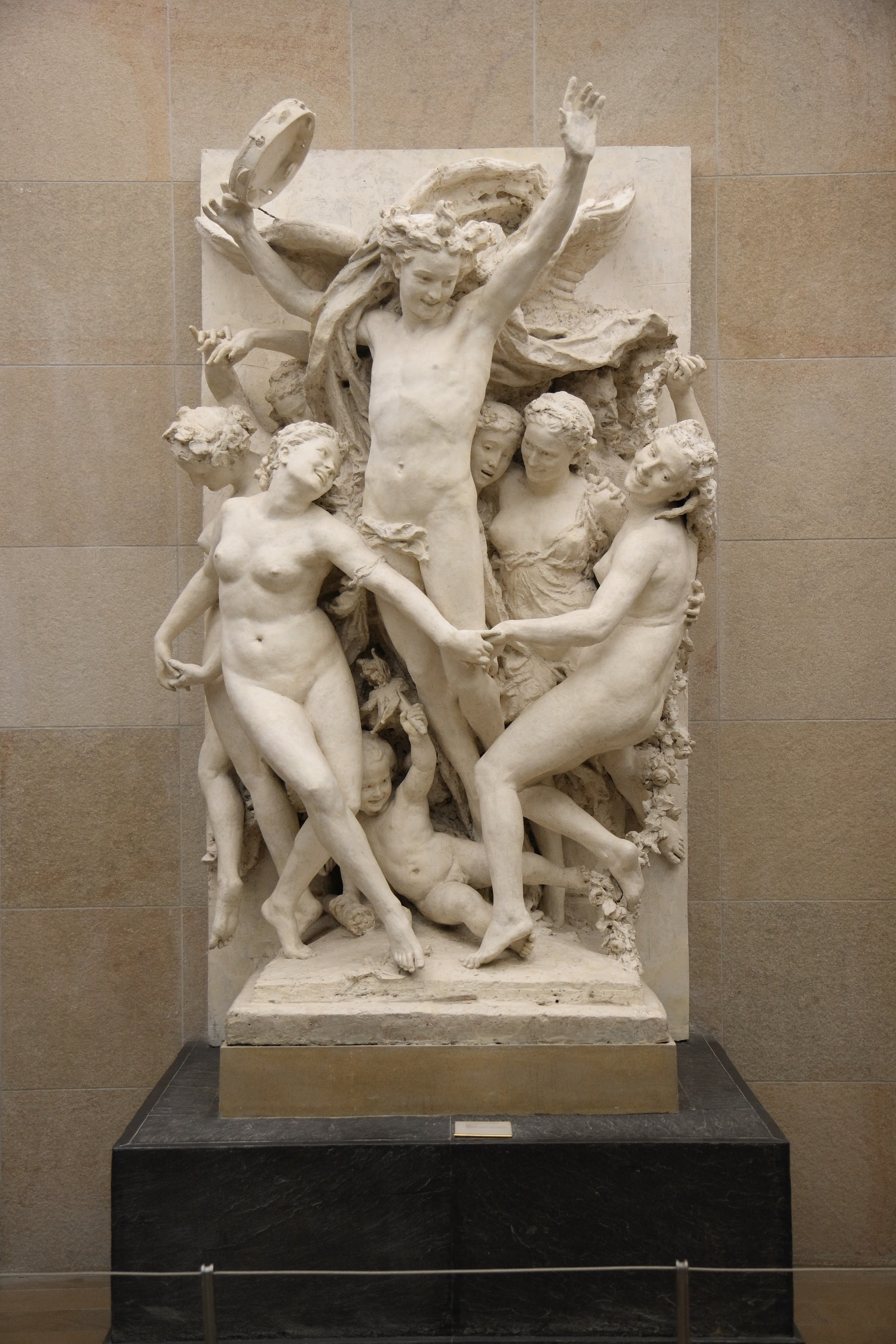
Jean-Baptiste Carpeaux Danse című művének eredetije, Musée d’Orsay
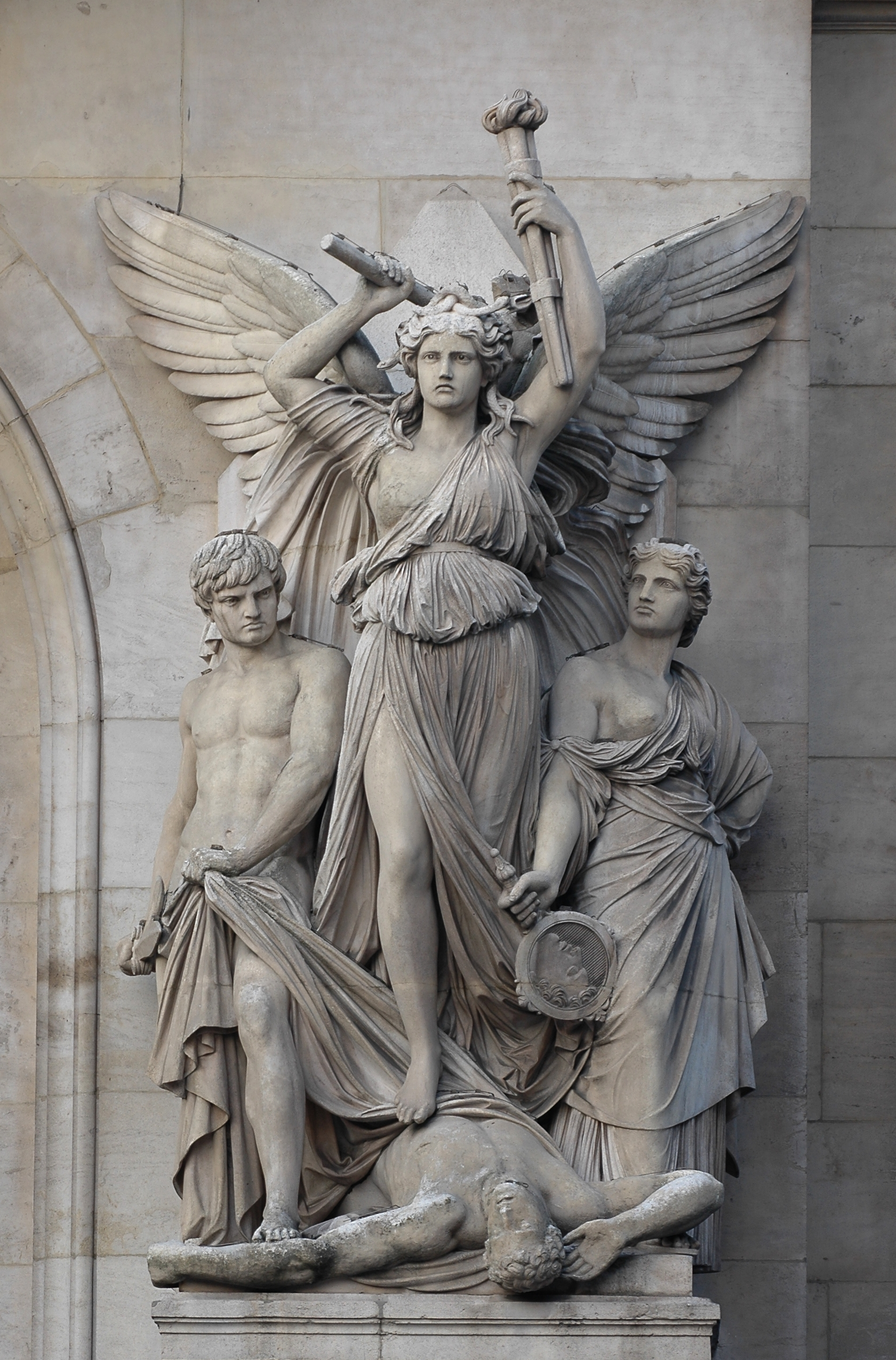
Le Drame lyrique, Jean-Joseph Perraud műve